# يان وليامز
يان وليامز (بالإنجليزية: Ian Williams)‏ هو لاعب كرة قدم أمريكية أمريكي، ولد في 31 أغسطس 1989 في ألتامونت سبرنغز في الولايات المتحدة.

## وصلات خارجية
- يان وليامز على موقع مرجع كرة القدم المحترفة.كوم (الإنجليزية)